# Piliocalyx
Piliocalyx es un género con 9 especies de plantas de la familia Myrtaceae. Es originario de Nueva Caledonia.

## Especies
- Piliocalyx boudonini
- Piliocalyx bullatus
- Piliocalyx eugenoides
- Piliocalyx francii
- Piliocalyx laurifolius
- Piliocalyx micranthus
- Piliocalyx robustus
- Piliocalyx wegapensis